# أيوب قرا
أيوب قرا (بالعبرية: איוב קרא‏) (مواليد 12 مارس 1955 في دالية الكرمل) سياسي إسرائيلي درزي كان أحد أعضاء حزب الليكود في الكنيست ونائب وزير تطوير النقب والجليل. اشغل منصب وزير بلا حقيبة ووزير الاتصالات في حكومة نتنياهو حتى عام 2019.
يعيش في دالية الكرمل، منطقة حيفا.
قرا يعرف نفسه كإسرائيلي صهيوني، عارض خطة فك الارتباط مع غزة، معادي لإيران، يدعم حل الثلاث دول من خلال سيطرة الأردن ومصر على الضفة الغربية وقطاع غزة على التوالي، ويؤيد الاستيطان اليهودي في الضفة الغربية. يعتقد قرا أن إسرائيل «لا يوجد لديها من تصنع السلام معه» حيث يهدف كل شركاء السلام لإضعاف إسرائيل. انتقد اتفاقية أوسلو لإعطائها «القيادة الفلسطينية التي كانت في لبنان وتونس الشرعية ليقودوا يهودا والسامرة وغزة حسب وصفه».
يدعم قرا ضربة إسرائيلية ضد برنامج إيران النووي، حيث أكد أن الدول الإسلامية الأخرى ستدعم تلك الضربة، ولو بسرية وليس علناً.

## روابط خارجية
- على موقع الكنيست